# Bóng đá tại Thế vận hội Mùa hè 2024 – Giải đấu Nữ – Bảng A
Bảng A của giải bóng đá nữ tại Thế vận hội Mùa hè 2024 sẽ diễn ra từ ngày 25 đến ngày 31 tháng 7 năm 2024. Bảng này bao gồm Canada, Colombia, Pháp và New Zealand. Hai đội đứng đầu và hai đội đứng thứ ba có thành tích tốt nhất sẽ giành quyền vào vòng đấu loại trực tiếp.

## Các đội tuyển
| Vị trí bốc thăm | Đội tuyển   | Nhóm | Liên đoàn | Tư cách vượt qua vòng loại                                                  | Ngày vượt qua vòng loại | Tham dự Thế vận hội | Tham dự cuối cùng | Thành tích tốt nhất lần trước |
| --------------- | ----------- | ---- | --------- | --------------------------------------------------------------------------- | ----------------------- | ------------------- | ----------------- | ----------------------------- |
| A1              | Pháp        | 1    | UEFA      | Chủ nhà                                                                     | 13 tháng 9 năm 2017     | 2 lần               | 2016              | Hạng 4 (2012)                 |
| A2              | Colombia    | 3    | CONMEBOL  | Top 2 Cúp bóng đá nữ Nam Mỹ 2022                                            | 25 tháng 7 năm 2022     | 2 lần               | 2016              | Hạng 11 (2012, 2016)          |
| A3              | Canada      | 2    | CONCACAF  | Đội thắng Play-off khu vực Bắc, Trung Mỹ và Caribe                          | 26 tháng 9 năm 2023     | 4 lần               | 2020              | Huy chương Vàng (2020)        |
| A4              | New Zealand | 4    | OFC       | Vô địch Vòng loại bóng đá nữ Thế vận hội Mùa hè 2024 khu vực châu Đại Dương | 19 tháng 2 năm 2024     | 4 lần               | 2020              | Hạng 8 (2012)                 |

## Bảng xếp hạng
| VT | Đội         | ST | T | H | B | BT | BB | HS | Đ | Giành quyền tham dự                 |
| -- | ----------- | -- | - | - | - | -- | -- | -- | - | ----------------------------------- |
| 1  | Pháp (H)    | 3  | 2 | 0 | 1 | 6  | 5  | +1 | 6 | Đi tiếp vào vòng đấu loại trực tiếp |
| 2  | Canada      | 3  | 3 | 0 | 0 | 5  | 2  | +3 | 3 | Đi tiếp vào vòng đấu loại trực tiếp |
| 3  | Colombia    | 3  | 1 | 0 | 2 | 4  | 4  | 0  | 3 | Đi tiếp vào vòng đấu loại trực tiếp |
| 4  | New Zealand | 3  | 0 | 0 | 3 | 2  | 6  | −4 | 0 |                                     |

1. ↑  Canada bị FIFA trừ 6 điểm vào ngày 27 tháng 7 năm 2024 vì thành viên ban huấn luyện đội tuyển này đã do thám đối thủ bằng máy bay không người lái bất hợp pháp tại một địa điểm tập luyện chính thức.[5] Quyết định này đã được CAS duy trì vào ngày 31 tháng 7.[6]

Ở vòng tứ kết:
- Đội nhất bảng A là Pháp đấu với đội đứng thứ ba bảng C là Brasil.
- Đội nhì bảng A là Canada đấu với đội nhì bảng B là Đức.
- Đội đứng thứ ba bảng A là Colombia đấu với đội nhất bảng C là Tây Ban Nha.

## Các trận đấu

### Canada vs New Zealand
| Canada                      | 2–1      | New Zealand |
| --------------------------- | -------- | ----------- |
| - Lacasse 45+4' - Viens 79' | Chi tiết | - Barry 13' |

| Canada | New Zealand |

| GK                      | 1  | Kailen Sheridan    |     |       |
| CB                      | 12 | Jade Rose          |     |       |
| CB                      | 14 | Vanessa Gilles     |     |       |
| CB                      | 3  | Kadeisha Buchanan  | 84' |       |
| RM                      | 10 | Ashley Lawrence    |     |       |
| CM                      | 17 | Jessie Fleming (c) |     |       |
| CM                      | 5  | Quinn              |     | 67'   |
| LM                      | 2  | Gabrielle Carle    |     | 67'   |
| RF                      | 15 | Nichelle Prince    |     | 56'   |
| CF                      | 11 | Adriana Leon       |     | 90+4' |
| LF                      | 6  | Cloe Lacasse       |     | 56'   |
| Thay người:             |    |                    |     |       |
| FW                      | 9  | Jordyn Huitema     |     | 56'   |
| FW                      | 16 | Janine Beckie      |     | 56'   |
| MF                      | 13 | Simi Awujo         |     | 67'   |
| FW                      | 4  | Evelyne Viens      |     | 67'   |
| DF                      | 20 | Shelina Zadorsky   |     | 90+4' |
| Trợ lý huấn luyện viên: |    |                    |     |       |
| Andy Spence             |    |                    |     |       |

| GK                     | 1  | Anna Leat          |  |     |
| RB                     | 4  | CJ Bott            |  |     |
| CB                     | 14 | Katie Bowen (c)    |  |     |
| CB                     | 13 | Rebekah Stott      |  |     |
| LB                     | 3  | Mackenzie Barry    |  | 59' |
| RM                     | 18 | Grace Jale         |  |     |
| CM                     | 6  | Malia Steinmetz    |  | 59' |
| CM                     | 11 | Katie Kitching     |  |     |
| LM                     | 2  | Kate Taylor        |  | 87' |
| CF                     | 10 | Indiah-Paige Riley |  |     |
| CF                     | 17 | Milly Clegg        |  | 66' |
| Thay người:            |    |                    |  |     |
| DF                     | 7  | Michaela Foster    |  | 59' |
| MF                     | 8  | Macey Fraser       |  | 59' |
| FW                     | 16 | Jacqui Hand        |  | 66' |
| FW                     | 9  | Gabi Rennie        |  | 87' |
| Quyền huấn luyện viên: |    |                    |  |     |
| Michael Mayne          |    |                    |  |     |

| Trợ lý trọng tài: Almira Spahić (Thụy Điển) Francesca Di Monte (Ý) Trọng tài thứ tư: Frida Klarlund (Đan Mạch) Trợ lý trọng tài video: Rob Dieperink (Hà Lan) Trợ lý tổ trợ lý trọng tài video: Katalin Kulcsár (Hungary) |

### Pháp vs Colombia
| Pháp                        | 3–2      | Colombia                      |
| --------------------------- | -------- | ----------------------------- |
| - Katoto 6', 42' - Dali 18' | Chi tiết | - Usme 54' (ph.đ.) - Paví 64' |

| Pháp | Colombia |

| GK               | 16 | Pauline Peyraud-Magnin  |  |       |
| RB               | 2  | Maëlle Lakrar           |  |       |
| CB               | 3  | Wendie Renard (c)       |  |       |
| CB               | 18 | Griedge Mbock Bathy     |  |       |
| LB               | 7  | Sakina Karchaoui        |  | 72'   |
| DM               | 14 | Sandie Toletti          |  |       |
| CM               | 15 | Kenza Dali              |  |       |
| CM               | 8  | Grace Geyoro            |  |       |
| RF               | 11 | Kadidiatou Diani        |  | 90+1' |
| CF               | 12 | Marie-Antoinette Katoto |  | 90+5' |
| LF               | 10 | Delphine Cascarino      |  | 72'   |
| Thay người:      |    |                         |  |       |
| MF               | 17 | Sandy Baltimore         |  | 72'   |
| DF               | 13 | Selma Bacha             |  | 72'   |
| MF               | 6  | Amandine Henry          |  | 90+1' |
| FW               | 9  | Eugénie Le Sommer       |  | 90+5' |
| Huấn luyện viên: |    |                         |  |       |
| Hervé Renard     |    |                         |  |       |

| GK               | 12 | Katherine Tapia     |     |     |
| RB               | 17 | Carolina Arias      |     | 83' |
| CB               | 16 | Jorelyn Carabalí    |     |     |
| CB               | 3  | Daniela Arias       |     |     |
| LB               | 2  | Manuela Vanegas     |     |     |
| DM               | 6  | Daniela Montoya (c) |     | 46' |
| CM               | 8  | Marcela Restrepo    |     |     |
| CM               | 10 | Leicy Santos        |     |     |
| RF               | 9  | Mayra Ramírez       | 86' |     |
| CF               | 11 | Catalina Usme       |     |     |
| LF               | 18 | Linda Caicedo       |     |     |
| Thay người:      |    |                     |     |     |
| FW               | 7  | Manuela Paví        |     | 46' |
| DF               | 5  | Yirleidis Minota    |     | 83' |
| Huấn luyện viên: |    |                     |     |     |
| Ángelo Marsiglia |    |                     |     |     |

| Trợ lý trọng tài: Brooke Mayo (Hoa Kỳ) Kathryn Nesbitt (Hoa Kỳ) Trọng tài thứ tư: Shamirah Nabadda (Uganda) Trợ lý trọng tài video: Tatiana Guzmán (Nicaragua) Trợ lý tổ trợ lý trọng tài video: Daneon Parchment (Jamaica) |

### New Zealand vs Colombia
| New Zealand | 0–2      | Colombia                    |
| ----------- | -------- | --------------------------- |
|             | Chi tiết | - Restrepo 27' - Santos 72' |

| New Zealand | Colombia |

| GK                     | 1  | Anna Leat          |  |     |
| RB                     | 4  | CJ Bott            |  |     |
| CB                     | 14 | Katie Bowen (c)    |  |     |
| CB                     | 13 | Rebekah Stott      |  |     |
| LB                     | 3  | Mackenzie Barry    |  |     |
| RM                     | 10 | Indiah-Paige Riley |  |     |
| CM                     | 2  | Kate Taylor        |  | 78' |
| CM                     | 6  | Malia Steinmetz    |  | 46' |
| LM                     | 11 | Katie Kitching     |  |     |
| CF                     | 17 | Milly Clegg        |  | 46' |
| CF                     | 16 | Jacqui Hand        |  | 66' |
| Thay người:            |    |                    |  |     |
| MF                     | 18 | Grace Jale         |  | 46' |
| MF                     | 20 | Annalie Longo      |  | 46' |
| DF                     | 15 | Ally Green         |  | 66' |
| FW                     | 9  | Gabi Rennie        |  | 78' |
| Quyền huấn luyện viên: |    |                    |  |     |
| Michael Mayne          |    |                    |  |     |

| GK               | 12 | Katherine Tapia   |  |     |
| RB               | 17 | Carolina Arias    |  | 86' |
| CB               | 3  | Daniela Arias     |  |     |
| CB               | 16 | Jorelyn Carabalí  |  |     |
| LB               | 2  | Manuela Vanegas   |  |     |
| CM               | 13 | Ilana Izquierdo   |  | 90' |
| CM               | 11 | Catalina Usme (c) |  | 78' |
| RW               | 8  | Marcela Restrepo  |  |     |
| AM               | 10 | Leicy Santos      |  |     |
| LW               | 18 | Linda Caicedo     |  | 90' |
| CF               | 7  | Manuela Paví      |  |     |
| Thay người:      |    |                   |  |     |
| MF               | 6  | Daniela Montoya   |  | 78' |
| DF               | 4  | Daniela Caracas   |  | 86' |
| MF               | 15 | Liana Salazar     |  | 90' |
| DF               | 5  | Yirleidis Minota  |  | 90' |
| Huấn luyện viên: |    |                   |  |     |
| Ángelo Marsiglia |    |                   |  |     |

| Trợ lý trọng tài: Park Mi-suk (Hàn Quốc) Joanna Charaktis (Úc) Trọng tài thứ tư: Shamirah Nabadda (Uganda) Trợ lý trọng tài video: Khamis Al-Marri (Qatar) Trợ lý tổ trợ lý trọng tài video: Rob Dieperink (Hà Lan) |

### Pháp vs Canada
| Pháp         | 1–2      | Canada                        |
| ------------ | -------- | ----------------------------- |
| - Katoto 42' | Chi tiết | - Fleming 58' - Gilles 90+12' |

| Pháp | Canada |

| GK               | 16 | Pauline Peyraud-Magnin  |     | 63' |
| RB               | 5  | Élisa De Almeida        |     |     |
| CB               | 18 | Griedge Mbock Bathy     |     |     |
| CB               | 3  | Wendie Renard (c)       |     | 72' |
| LB               | 13 | Selma Bacha             |     |     |
| DM               | 14 | Sandie Toletti          | 76' |     |
| CM               | 15 | Kenza Dali              |     |     |
| CM               | 8  | Grace Geyoro            |     |     |
| RF               | 11 | Kadidiatou Diani        |     | 82' |
| CF               | 12 | Marie-Antoinette Katoto |     |     |
| LF               | 10 | Delphine Cascarino      |     | 63' |
| Thay người:      |    |                         |     |     |
| DF               | 7  | Sakina Karchaoui        |     | 63' |
| GK               | 1  | Constance Picaud        |     | 63' |
| DF               | 2  | Maëlle Lakrar           |     | 72' |
| MF               | 6  | Amandine Henry          |     | 82' |
| Huấn luyện viên: |    |                         |     |     |
| Hervé Renard     |    |                         |     |     |

| GK                     | 1  | Kailen Sheridan    |       |     |
| RB                     | 10 | Ashley Lawrence    | 45+2' |     |
| CB                     | 12 | Jade Rose          |       |     |
| CB                     | 14 | Vanessa Gilles     |       |     |
| CB                     | 3  | Kadeisha Buchanan  |       |     |
| LB                     | 2  | Gabrielle Carle    |       | 68' |
| CM                     | 5  | Quinn              |       | 67' |
| CM                     | 17 | Jessie Fleming (c) |       |     |
| CM                     | 13 | Simi Awujo         |       | 90' |
| CF                     | 15 | Nichelle Prince    |       | 46' |
| CF                     | 9  | Jordyn Huitema     |       |     |
| Thay người:            |    |                    |       |     |
| FW                     | 11 | Adriana Leon       |       | 46' |
| FW                     | 4  | Evelyne Viens      |       | 67' |
| FW                     | 16 | Janine Beckie      |       | 68' |
| MF                     | 7  | Julia Grosso       |       | 90' |
| Quyền huấn luyện viên: |    |                    |       |     |
| Andy Spence            |    |                    |       |     |

| Trợ lý trọng tài: Fatiha Jermoumi (Maroc) Diana Chikotesha (Zambia) Trọng tài thứ tư: Frida Klarlund (Đan Mạch) Trợ lý trọng tài video: Ivan Bebek (Croatia) Trợ lý tổ trợ lý trọng tài video: Daneon Parchment (Jamaica) |

### New Zealand vs Pháp
| New Zealand  | 1–2      | Pháp              |
| ------------ | -------- | ----------------- |
| - Taylor 43' | Chi tiết | - Katoto 22', 49' |

| New Zealand | Pháp |

| GK                     | 1  | Anna Leat          |       |     |
| RB                     | 4  | CJ Bott            |       |     |
| CB                     | 14 | Katie Bowen (c)    |       |     |
| CB                     | 13 | Rebekah Stott      |       | 54' |
| LB                     | 7  | Michaela Foster    |       | 63' |
| RM                     | 10 | Indiah-Paige Riley |       | 73' |
| CM                     | 2  | Kate Taylor        |       |     |
| CM                     | 20 | Annalie Longo      |       |     |
| LM                     | 11 | Katie Kitching     |       | 54' |
| CF                     | 16 | Jacqui Hand        |       | 74' |
| CF                     | 18 | Grace Jale         |       |     |
| Thay người:            |    |                    |       |     |
| FW                     | 17 | Milly Clegg        |       | 54' |
| DF                     | 5  | Meikayla Moore     |       | 54' |
| DF                     | 3  | Mackenzie Barry    |       | 63' |
| DF                     | 15 | Ally Green         | 90+6' | 73' |
| MF                     | 6  | Malia Steinmetz    |       | 74' |
| Quyền huấn luyện viên: |    |                    |       |     |
| Michael Mayne          |    |                    |       |     |

| GK               | 16 | Pauline Peyraud-Magnin  |  |     |
| RB               | 2  | Maëlle Lakrar           |  |     |
| CB               | 18 | Griedge Mbock Bathy     |  | 83' |
| CB               | 5  | Élisa De Almeida        |  |     |
| LB               | 7  | Sakina Karchaoui        |  |     |
| DM               | 6  | Amandine Henry (c)      |  |     |
| CM               | 8  | Grace Geyoro            |  | 63' |
| CM               | 13 | Selma Bacha             |  | 74' |
| RF               | 10 | Delphine Cascarino      |  | 83' |
| CF               | 12 | Marie-Antoinette Katoto |  | 63' |
| LF               | 17 | Sandy Baltimore         |  |     |
| Thay người:      |    |                         |  |     |
| FW               | 11 | Kadidiatou Diani        |  | 63' |
| MF               | 15 | Kenza Dali              |  | 63' |
| MF               | 14 | Sandie Toletti          |  | 74' |
| FW               | 9  | Eugénie Le Sommer       |  | 83' |
| DF               | 21 | Ève Périsset            |  | 83' |
| Huấn luyện viên: |    |                         |  |     |
| Hervé Renard     |    |                         |  |     |

| Trợ lý trọng tài: Neuza Back (Brasil) Fabrini Bevilaqua (Brasil) Trọng tài thứ tư: Shamirah Nabadda (Uganda) Trợ lý trọng tài video: Daiane Muniz (Brasil) Trợ lý tổ trợ lý trọng tài video: Leodán González (Uruguay) |

### Colombia vs Canada
| Colombia | 0–1      | Canada       |
| -------- | -------- | ------------ |
|          | Chi tiết | - Gilles 61' |

| Colombia | Canada |

| GK               | 12 | Katherine Tapia    |       |     |
| RB               | 17 | Carolina Arias (c) |       |     |
| CB               | 3  | Daniela Arias      |       |     |
| CB               | 5  | Yirleidis Minota   | 19'   | 78' |
| LB               | 2  | Manuela Vanegas    |       |     |
| CM               | 16 | Jorelyn Carabalí   |       |     |
| CM               | 13 | Ilana Izquierdo    |       |     |
| RW               | 7  | Manuela Paví       | 6'    |     |
| AM               | 8  | Marcela Restrepo   |       |     |
| LW               | 18 | Linda Caicedo      | 90+5' |     |
| CF               | 10 | Leicy Santos       |       |     |
| Thay người:      |    |                    |       |     |
| MF               | 6  | Daniela Montoya    |       | 78' |
| Huấn luyện viên: |    |                    |       |     |
| Ángelo Marsiglia |    |                    |       |     |

| GK                     | 1  | Kailen Sheridan    |       |     |
| CB                     | 12 | Jade Rose          |       |     |
| CB                     | 14 | Vanessa Gilles     |       | 85' |
| CB                     | 3  | Kadeisha Buchanan  |       |     |
| RM                     | 10 | Ashley Lawrence    |       |     |
| CM                     | 7  | Julia Grosso       |       | 74' |
| CM                     | 17 | Jessie Fleming (c) |       |     |
| LM                     | 6  | Cloé Lacasse       |       | 46' |
| RF                     | 16 | Janine Beckie      |       | 85' |
| CF                     | 11 | Adriana Leon       | 45+3' | 61' |
| LF                     | 9  | Jordyn Huitema     |       |     |
| Thay người:            |    |                    |       |     |
| FW                     | 15 | Nichelle Prince    |       | 46' |
| FW                     | 4  | Evelyne Viens      |       | 61' |
| MF                     | 5  | Quinn              |       | 74' |
| DF                     | 2  | Gabrielle Carle    |       | 85' |
| DF                     | 20 | Shelina Zadorsky   |       | 85' |
| Quyền huấn luyện viên: |    |                    |       |     |
| Andy Spence            |    |                    |       |     |

| Trợ lý trọng tài: Emily Carney (Anh) Franca Overtoom (Hà Lan) Trọng tài thứ tư: Veronika Bernatskaia (Kyrgyzstan) Trợ lý trọng tài video: Paolo Valeri (Ý) Trợ lý tổ trợ lý trọng tài video: David Coote (Anh) |

## Kỷ luật của bảng đấu
Điểm kỷ luật sẽ được sử dụng như một tiêu chí xếp hạng nếu thành tích chung cuộc và thành tích đối đầu của các đội bằng nhau. Điểm này được tính dựa trên số thẻ vàng và thẻ đỏ nhận được trong tất cả các trận đấu vòng bảng như sau:
- thẻ vàng thứ nhất: trừ 1 điểm;
- thẻ đỏ gián tiếp (thẻ vàng thứ hai): trừ 3 điểm;
- thẻ đỏ trực tiếp: trừ 4 điểm;
- thẻ vàng và thẻ đỏ trực tiếp: trừ 5 điểm;

Chỉ một trong số các khoản trừ trên được áp dụng cho một cầu thủ trong một trận đấu duy nhất.
| Đội         | Trận 1   | Trận 1                                    | Trận 1 | Trận 1            | Trận 2   | Trận 2                                    | Trận 2 | Trận 2            | Trận 3   | Trận 3                                    | Trận 3 | Trận 3            | Điểm |
| Đội         | Thẻ vàng | Thẻ vàng · Thẻ vàng-đỏ (thẻ đỏ gián tiếp) | Thẻ đỏ | Thẻ vàng · Thẻ đỏ | Thẻ vàng | Thẻ vàng · Thẻ vàng-đỏ (thẻ đỏ gián tiếp) | Thẻ đỏ | Thẻ vàng · Thẻ đỏ | Thẻ vàng | Thẻ vàng · Thẻ vàng-đỏ (thẻ đỏ gián tiếp) | Thẻ đỏ | Thẻ vàng · Thẻ đỏ | Điểm |
| ----------- | -------- | ----------------------------------------- | ------ | ----------------- | -------- | ----------------------------------------- | ------ | ----------------- | -------- | ----------------------------------------- | ------ | ----------------- | ---- |
| New Zealand |          |                                           |        |                   |          |                                           |        |                   | 1        |                                           |        |                   | –1   |
| Pháp        |          |                                           |        |                   | 1        |                                           |        |                   |          |                                           |        |                   | –1   |
| Canada      | 1        |                                           |        |                   | 1        |                                           |        |                   | 1        |                                           |        |                   | –3   |
| Colombia    |          |                                           |        | 1                 |          |                                           |        |                   | 3        |                                           |        |                   | –8   |